# Великопольское восстание (1918—1919)
Великопольское восстание, также Познанское восстание 1918—1919 годов — вооружённое восстание поляков в провинции Позен (Великая Польша) против Германии.

## Ход событий
В июле 1918 года из польских депутатов рейхстага и прусского ландтага был создан Центральный гражданский комитет (Centralny Komitet Obywatelski). После Компьенского перемирия на Западном фронте Центральный гражданский комитет 12 ноября 1918 года был переименован в Верховный народный совет (Naczelna Rada Ludowa). 18 ноября избраны поветовые (уездные) народные советы и Сейм польских земель  Пруссии (Teilsejm, Polski Sejm Dzielnicowy), заседания которого открылись 3-5 декабря, который сразу же высказался за объединение с Польшей и начал создавать Народную гвардию (Straż Ludowa). 
Поводом к восстанию стал визит пианиста-патриота, а затем главы польского правительства Игнация Яна Падеревского, которого по прибытии с энтузиазмом встретили польские горожане. На второй день, 27 декабря 1918 года, в Познани прошли демонстрации как с польской, так и с немецкой стороны, прежде чем вечером прозвучали первые выстрелы. 27 декабря Народная гвардия заняла здание прусского полицай-президиума в Познани. К 30 декабря Народная гвардия разоружила прусскую полицию почти на всей территории Познани и районов Великой Польши с преобладанием польского населения. 6 января 1919 года немецкий гарнизон Познани капитулировал. 8 января Сейм польских земель Пруссии объявил об установлении своей власти на территории Великой Польши. Бои продолжались полтора месяца. К середине января 1919 года почти вся Познаньская провинция была занята национальными польскими войсками.
Тем временем немецкая сторона частично реорганизовалась. Отдельные армейские подразделения и временные фрайкоры (включая III пограничный батальон), действовавшие под общим названием «Пограничная охрана Восток», взяли на себя защиту спорных территорий и восточной границы рейха до тех пор, пока не было достигнуто мирное урегулирование. Немецкие пограничники контратаковали, и бои продолжались. Существовала угроза эскалации и риск вооруженных конфликтов на других территориях, спорных между Германией и Польшей.
16 февраля при очередном продлении Компьенского соглашения о перемирии его условия были распространены и на Великую Польшу. В результате Германия согласилась с временной демаркационной линией, оставлявшей за поляками большую часть Познанской провинции (кроме Бромберга). Официально Великая Польша (включая Бромберг) была возвращена в состав польского государства по условиям Версальского мирного договора 28 июня 1919 года.